# سنجاب باسوانغا
سنجاب باسوانغا (الاسم العلمي: Sundasciurus hoogstraali) نوع من القوارض من فصيلة السنجابيات، متوطن في الفلبين.